# 仙台高等裁判所秋田支部
仙台高等裁判所秋田支部（せんだいこうとうさいばんしょあきたしぶ）は、秋田県秋田市にある仙台高等裁判所の支部。略称は、仙台高裁秋田支部（せんだいこうさいあきたしぶ）。

## 所在地
- 秋田県秋田市山王七丁目1番1号

秋田地方裁判所、秋田家庭裁判所、秋田簡易裁判所が同居している。

## 沿革
- 1949年（昭和24年）3月10日 - 仙台高等裁判所秋田支部を開設。
- 1968年（昭和43年）- 秋田市中通二丁目から同市山王七丁目に庁舎を移転。
- 2019年（令和元年）11月5日 - 庁舎建て替えのため、敷地内の仮庁舎にて執務を開始[1]。
- 2023年（令和5年）11月6日 - 新庁舎での執務を開始[2]。

## 事務分配
仙台高等裁判所が管轄する事件のうち、以下の地域の控訴事件等を取り扱う。
- 秋田県全域
- 青森県のうち、青森市（旧南津軽郡浪岡町の地域のみ）、弘前市、黒石市、平川市、五所川原市、つがる市、西津軽郡、中津軽郡、南津軽郡、北津軽郡
- 山形県のうち、鶴岡市、酒田市、東田川郡、飽海郡